# ديريك كيفان
ديريك كيفان (بالإنجليزية: Derek Kevan)‏ (مواليد 6 مارس 1935) هو لاعب كرة قدم. يلعب مع منتخب إنجلترا لكرة القدم. سبق له أن لعب في كأس العالم لكرة القدم مع منتخب بلاده.

## روابط خارجية
- ديريك كيفان على موقع الاتحاد الدولي (مؤرشف)  (الإنجليزية)
- ديريك كيفان على موقع قاعدة بيانات كرة القدم.إي يو (الإنجليزية)
- ديريك كيفان على موقع ناشيونال فوتبول تيمز (الإنجليزية)
- ديريك كيفان على موقع عالم كرة القدم.نت (الإنجليزية)